# Maia (ster)

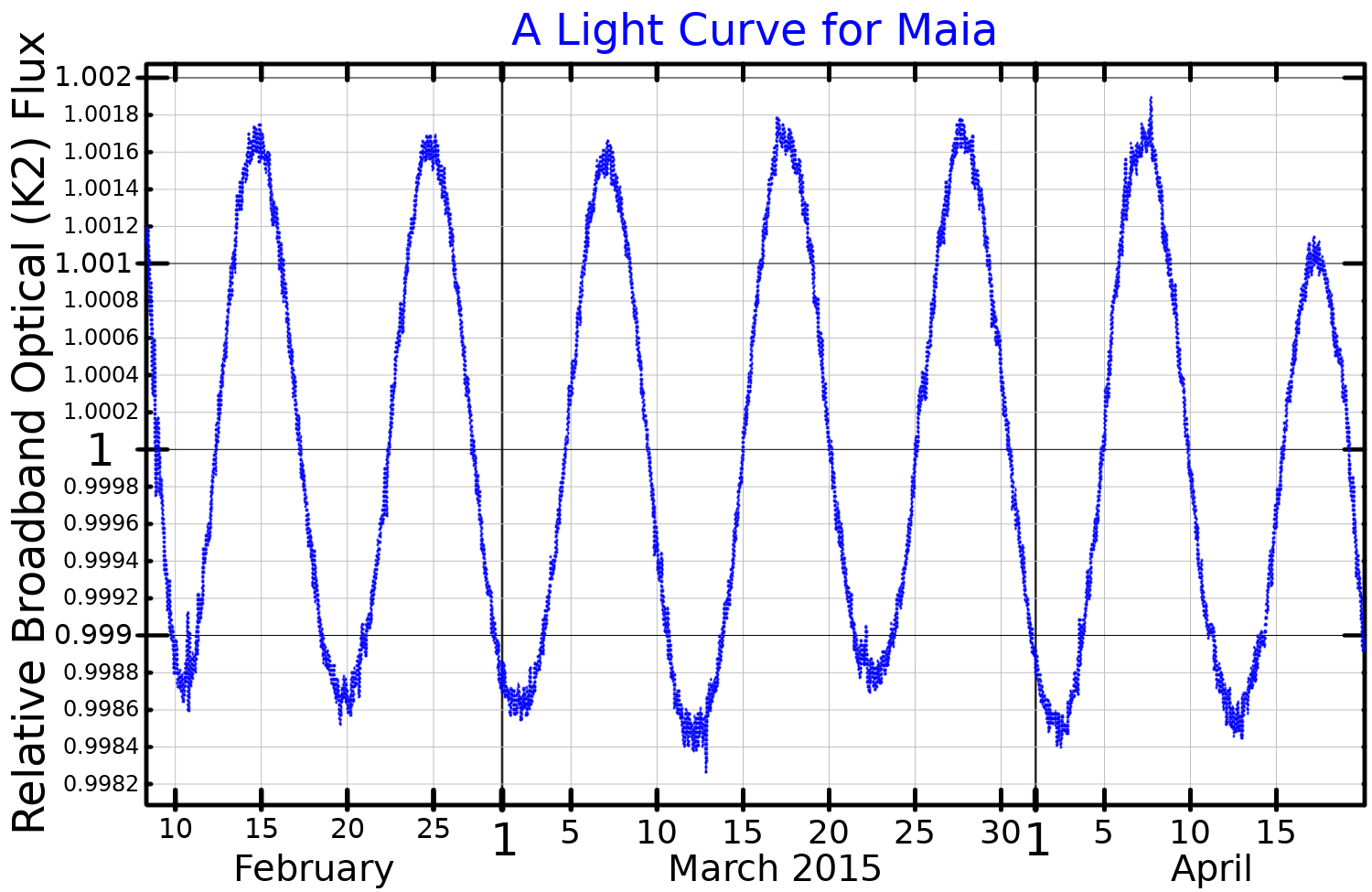
Lichtkromme van Maia

Maia (20 Tauri) is een ster in het sterrenbeeld Stier (Taurus).
De ster maakt deel uit van de sterrenhoop Pleiaden.